# Iskrzynia

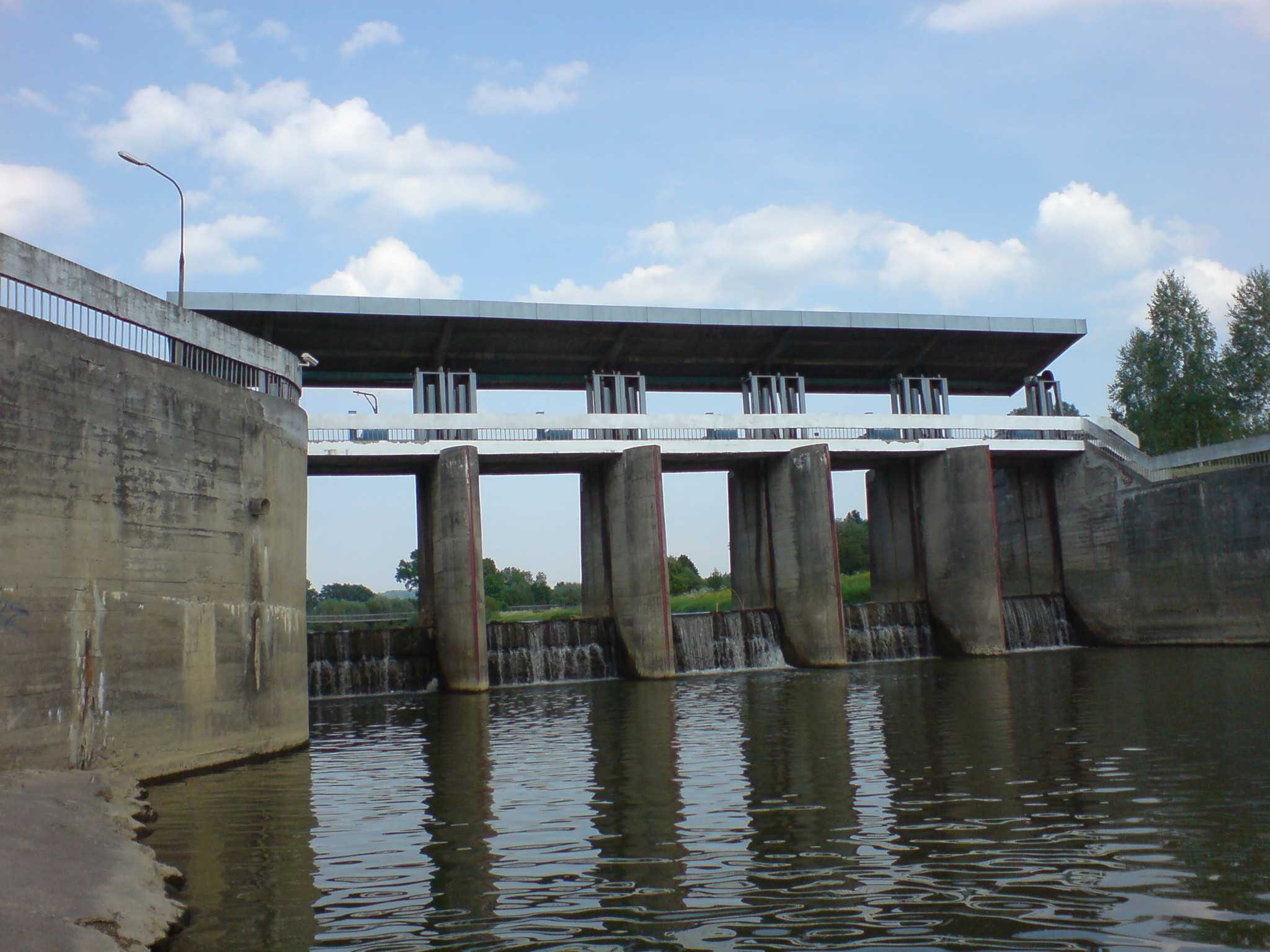
Staudamm am Wisłok

Iskrzynia ist eine Ortschaft mit einem Schulzenamt der Gemeinde Korczyna im Powiat Krośnieński der Woiwodschaft Karpatenvorland in Polen.

## Geographie
Der Ort liegt am Wisłok, nahe der Mündung des Bachs Tabor (örtlich Morawa bzw. Morwawa benannt), im Sanoker Flachland. Die Nachbarorte sind Krościenko Wyżne im Westen, Kombornia im Norden, Jabłonica Polska im Nordosten, sowie Haczów im Südosten. Durch Iskrzynia verläuft die Staatsstraße DK 19, die Białystok über Rzeszów mit Barwinek an der Grenze der Slowakei verbindet.

## Geschichte
Im Jahr 1352 erlaubte der König Kasimir der Große einem gewissenen Jacob de Isskra ein neues Dorf im Eichenwald Obrwinow et Brachcyn zu gründen. Nach Adam Fastnacht zeigt diese Quelle aus dem Jahr 1352 (Abschrift 1578) Spuren des traditionellen polnischen Rechts im älteren Dorf Obrwynow, deswegen klassifizierte er es als eine ethnisch polnische Siedlung vor dem Jahr 1340, in der Zeit des Fürstentums Halytsch-Wolodymyr. Der Forscher Władysław Makarski nannte mit größerer Vorsicht die Form Obrwinów undeutlich, jedoch das Suffix -ów sei polnisch (d. h. nicht ruthenisch). Nach Kazimierz Rymut wurde der ursprüngliche Name Obrwinów vom Namen des örtlichen Eichenwalds abgeleitet, der vom altpolnischen Wort obrzym (jetzt olbrzym – ein Riese) und früher vom Wort Awar (griechisch Abar) abgeleitet wurde. Makarski hegte aber keinen Zweifel über den phonetisch rein polnischen Namen Iskrzynia, der in den Jahren 1395 (Iskrzina Wola) und 1408 (Iscrzima Vola) erstmals erwähnt wurde. Der Name Iskrzynia ist vom Gründer Iskra abgeleitet, nach der Angleichung der Form -ina/yna an den Nominativ -ynia (erstmals im Jahr 1430: Yscrzinya). Die Ergänzung Wola (lateinisch libertas) deutete auf eine steuerfreie Neugründung. In den Jahren 1413 und 1417 tauchten die entstellten Formen Eysgro und Isgro, gleichzeitig mit der Erwähnung der ersten bekannten Einwohner, die oft deutschstämmig waren, obwohl sie einen kleineren Anteil bildeten, als in benachbarten Dörfer Krościenko Wyżne und Haczów (siehe Walddeutsche). Im Jahr 1471 wurde es als Dobrvyna alias Yskrzyna erwähnt, was eine kurzfristige Rückkehr des Namens Obrwinów war. Im Jahr 1488 wurde auch ein untergegangener Ort Iskryncza (etwa Iskrzyniec) in nächster Nachbarschaft erwähnt.
Das Dorf gehörte zunächst zum Adelsrepublik Polen-Litauen, Woiwodschaft Ruthenien, Sanoker Land. Bei der Ersten Teilung Polens kam Iskrzynia 1772 zum neuen Königreich Galizien und Lodomerien des habsburgischen Kaiserreichs (ab 1804). Ab dem Jahr 1855 gehörte Iskrzynia zum Bezirk Krosno.
Nach dem Ende des Ersten Weltkriegs und dem Zusammenbruch der Habsburgermonarchie kam Iskrzynia 1918 zu Polen. Unterbrochen wurde dies nur durch die deutsche Besetzung Polens im Zweiten Weltkrieg. Von 1975 bis 1998 gehörte Iskrzynia zur Woiwodschaft Krosno.

## Sohn des Ortes
- Aleksander Augustynowicz (1865–1944), Genre- und Porträtmaler